# Kongo Belgijskie
Kongo Belgijskie – belgijska kolonia w centralnej Afryce, w dorzeczu rzeki Kongo, która istniała do roku 1960. Ten teren był rejonem belgijskiej ekspansji już od 1877. Jednak formalnie nie należał on do Belgii, lecz do jej króla Leopolda II. Jego własne państwo Wolne Państwo Kongo było ośrodkiem pozyskania kauczuku. Monarcha stosował tam makabryczne środki, aby przyśpieszyć pozyskanie kauczuku. Dopiero w 1908, po serii kampanii przeciwko zbrodniom popełnianym w Kongu władca zdecydował się na sprzedanie tego rejonu Belgii. Kolonia uzyskała niepodległość w 1960, a jej obecna nazwa to Demokratyczna Republika Konga. Belgów do ekspansji w Kongu nakłoniły jego bogactwa: kauczuk, diamenty i kość słoniowa.

## Demografia
W roku 1950 Kongo Belgijskie liczyło nieco ponad 11,5 mln mieszkańców. Przy powierzchni wynoszącej 2 343 930 km² dawało to zaludnienie na poziomie 4,9 osoby na km². Podział etniczny przedstawiał się następująco:
- Ludność tubylcza – 11,5 mln (99,4% populacji)
- Biali – 60 tys. (0,6% populacji)

## Gubernatorzy generalni Konga Belgijskiego
- Théophile Wahis (1908–1912)
- Félix Alexandre Fuchs (1912–1916)
- Eugène Joseph Marie Henry (1916–1921)
- Maurice Eugène Auguste Lippens (1921–1923)
- Martin Joseph Marie René Rutten (1923–1927)
- Auguste Constant Tilkens (1927–1934)
- Pierre Marie Joseph Ryckmans (1934–1946)
- Eugène Jacques Pierre Louis Jungers (1946–1952)
- Léon Antoine Marie Pétillon (1952–1958)
- Henri Arthur Adolf Marie Christopher Cornelis (1958–1960)